# Sébastien Jondeau
Sébastien Jondeau, né en 1975 à Paris, est un mannequin français à partir des années 1990. Il est connu pour avoir été le garde du corps du grand couturier allemand Karl Lagerfeld de 1999 jusqu'à la mort de ce dernier en février 2019. Il sera occasionnellement styliste pour la propre marque du couturier en 2018 où il crée une collection capsule homme de quelques pièces,,,. 